# Gemorodes
Gemorodes is een geslacht van vlinders van de familie sikkelmotten (Oecophoridae), uit de onderfamilie Xyloryctinae.

## Soorten
- G. delphinopa Meyrick, 1930
- G. diclera Meyrick, 1925